# Cecidophyes violae
Cecidophyes violae är en spindeldjursart som först beskrevs av Alfred Nalepa 1902.  Cecidophyes violae ingår i släktet Cecidophyes och familjen Eriophyidae. Inga underarter finns listade i Catalogue of Life.